# Rebecca Soler
Rebecca Soler, född 24 augusti 1976 i Boston, är en amerikansk röstskådespelerska som bland annat arbetat för 4Kids Entertainment, Central Park Media, Media Blasters, NYAV Post och DuArt Film and Video. Hon läste April O'Neils röst i Turtles Forever. Hon läste Tecna och Stella in Winx Club.